# Glossário de sumô
Este é um glossário de sumô, ou seja, uma lista de termos utilizados na descrição da prática do sumô.
- Basho: o torneio de sumô, realizado seis vezes ao ano.
- Banzuke: uma lista dos lutadores de sumô, onde estão listados num ranking antes do basho.
- Dohyo: a arena de argila onde o sumô é praticado[1].
- Fusenshō: vitória por W.O, quando um dos lutadores está ausente (por motivo de lesão).
- Harite: golpe com as mãos, normalmente no rosto do adversário.
- Hikake: golpe com as pernas.
- Hikiotoshi: golpe com as mãos em que se puxa o adversário para si, em direção ao chão.
- Jonidan: a quinta divisão do sumô
- Jonokuchi: sexta e mais baixa divisão do sumô. Os lutadores começam a carreira nesta categoria, normalmente com 14 ou 15 anos.
- Juryo : segunda divisão do sumô, onde o sumotori passa a receber salário. É a primeira categoria entre os profissionais do sumô (sekitori).
- Kachi-koshi: quando o sumotori vence a maioria das 15 lutas num torneio. O sumotori é promovido no ranking.
- Kimarite: o golpe decisivo de uma luta de sumô.
- Kotenage: golpe com os braços e mãos.
- Mage: penteado especial usado pelos sumotoris. É dividido em chonmage (usado pelas divisões mais baixas) e oichomage (usado pelas divisões mais altas).
- Make-koshi: quando o sumotori perde 8 ou mais lutas durante um torneio de 15 dias. O sumotori é rebaixado no ranking.
- Makuuchi: Primeira e mais alta divisão do sumô. Esta categoria é dividida em Maegashira, Komusubi, Sekiwake, Ozeki e Yokozuna, respectivamente.
- Makushita: terceira divisão do sumô. Até esta categoria, o sumotori é considerado ainda um aprendiz e não recebe salário.
- Mawashi: cinturão, uma fita de pano que protege as partes íntimas.[1]

- Oshidashi: golpe no qual o sumotori empurra o adversário para fora da arena.
- Rei: cumprimento formal entre os adversários[1]

- Rikishi - literalmente ''lutador de sumô'' em japonês. Sumotori e Rikishi são os dois termos usados para se referir aos lutadores de sumô.
- Sandanme: quarta divisão do sumô.
- San'yaku: um lutador de sumô recebe o título de san'yaku quando atinge qualquer um dos rankings mais altos da primeira divisão do sumô (Komusubi, Sekiwake, Ozeki e Yokozuna)
- Sekitori: um lutador de sumô recebe o título de sekitori quando atinge as duas primeiras divisão do sumô (juryo e makuuchi). Estes lutadores podem receber salário, ter assistentes, entre outras regalias.
- Shiobarai: arremesso do sal na arena[1]

- Shikona: Nome do lutador durante a vida de sumotori (análogo ao nome artístico).
- Sumotori - lutador de sumô em geral[1]. Sumotori e Rikishi são os dois termos usados para se referir aos lutadores de sumô.

- Waza: golpe
- Uwatenage: golpe com o dorso, braços e mãos, no qual o adversário é arremetido por cima da cintura.
- Yokozuna: o ranking mais alto do sumô. Os lutadores que atingem esse ranking não podem ser rebaixados de posição.